# …For Victory
Albums de Bolt Thrower
The IVth Crusade
(1992) War
(1994)
…For Victory est le cinquième album studio du groupe de Death metal anglais Bolt Thrower. L'album est sorti en 1994 sous le label Earache Records.
Une édition limitée de l'album sortie plus tard contient également le CD live du groupe intitulé War.
L'édition japonaise de l'album contient également les titres World Eater et Overlord.
Les paroles du titre …For Victory contiennent une citation de la poétesse Laurence Binyon.

## Musiciens
- Karl Willetts - Chant
- Gavin Ward - Guitare
- Barry Thompson - Guitare
- Jo Bench - Basse
- Andrew Whale - Batterie

## Liste des morceaux
1. War – 1:16
2. Remembrance – 3:42
3. When Glory Beckons – 3:59
4. …For Victory – 4:50
5. Graven Image – 3:59
6. Lest We Forget – 4:37
7. Silent Demise – 3:54
8. Forever Fallen – 3:47
9. Tank (Mk.I) – 4:15
10. Armageddon Bound – 5:13
11. World Eater '94 (édition japonaise)
12. Overlord (édition japonaise)